# Association sportive Cambérène
Actualités
L'Association sportive Cambérène est un club de football sénégalais de football basé à Cambérène.

## Histoire
L'AS Cambérène a été crée en 1965 par l'ancien Khalife général des Layènes, Seydina El Hadji Abdoulaye Thiaw Laye., le religieux avait réuni deux équipes de la ville de Cambérène qui se disputaient très souvent après les matchs. C’est ainsi, qu’il a créé l’AS Cambérène, Après les avoir jumelées.
Le club est promu en Ligue 1 en 1999 est joue le Championnat du Sénégal de football 2000, une saison avant d’être relègue en Ligue 2 en 2001,
Ils sont de nouveau relégué en Nationale 1 en 2007.
En 2009 il atteint la finale de la Coupe du Sénégal., défaite 1-0 le président accuse la Fédération sénégalaise de football de mauvaise gestion, puisqu’ils ont eu qu’une seule semaine pour préparer la finale malgré la demande de report, aucune réponse n’a été donné.
Mais ils seront tout de même qualifié en compétition africaine , à la Coupe de l'UFOA , à la place du vainqueur de la Coupe du Sénégal , L' ASC Jaraaf qui lui est déjà qualifié en compétition africaine, cédant sa place au finaliste l’As Cambérène, ils seront éliminés au premier tour face au champion en titre.
En 2021 ils sont relégués en Nationale 2 avant d’être promu en 2023 en  Nationale 1. En 2024, ils devaient jouer la finale de Nationale 1 puisque qu’ils ont fini leader de leur groupe, Mais c’est finalement AS Kaffrine qui joue la finale, après que des recours de l’AS Kolda ,ont été validé sur une fraude sur l’âge, eux qui avaient fait match nul perd par forfait et termine 2eet sont tout de même promu en ligue 2. 
L'AS Cambérène est sacrée championne de ligue 2 et va ainsi évoluer dans l’élite du football sénégalais pour la première fois sous l’ère professionnelle.

## Palmarès
- Ligue 2
  - Champion : 2025
  - Vice champion en 1999
- Coupe du Sénégal de football
  - Finaliste en 2009